# SN 1997be
SN 1997be – supernowa odkryta 8 marca 1997 roku w galaktyce A124040-0023. W momencie odkrycia miała maksymalną jasność 23,10m.